# Baby-krach
 (janvier 2021).
Si vous disposez d'ouvrages ou d'articles de référence ou si vous connaissez des sites web de qualité traitant du thème abordé ici, merci de compléter l'article en donnant les références utiles à sa vérifiabilité et en les liant à la section « Notes et références ».
Le baby-krach est une expression qui désigne la baisse importante du taux de natalité dans les pays européens à partir du milieu des années 1960. Le terme a été forgé [Quand ?] par opposition à celui de « baby boom ».
Cette baisse de la natalité, importante en Allemagne et un peu moins en France, est l'une des raisons qui font que les projections démographiques tendent vers un vieillissement de la population européenne ainsi que vers une diminution importante dans les prochaines décennies.